# Estat de Bremen
La Ciutat Lliure Hanseàtica de Bremen (en alemany: Freie Hansestadt Bremen) és el més petit dels 16 estats d'Alemanya (Länder).

## Geografia
L'estat de Bremen és format per dues entitats separades envoltades pel territori de l'estat de la Baixa Saxònia (Niedersachsen): la ciutat de Bremen (325 km²), la capital de l'estat que oficialment es denomina Stadtgemeinde Bremen, i Bremerhaven (79 km²), oficialment Stadt Bremerhaven. Les dues ciutats són a la vora del riu Weser, Bremerhaven és a més de 50 kilòmetres al nord de Bremen, a la desembocadura del riu Weser al Mar del Nord i fa les funcions de port, de fet, el nom de la ciutat significa Port de Bremen.

## Llista Presidents del Senat i Alcaldes de Bremen (des de1945)
| Presidents del Senat i Alcaldes de Bremen | Presidents del Senat i Alcaldes de Bremen | Presidents del Senat i Alcaldes de Bremen | Presidents del Senat i Alcaldes de Bremen | Presidents del Senat i Alcaldes de Bremen | Presidents del Senat i Alcaldes de Bremen |
| Núm.                                      | Nom                                       | Naixement-Mort                            | Partit                                    | Inici de mandat                           | Fi de mandat                              |
| ----------------------------------------- | ----------------------------------------- | ----------------------------------------- | ----------------------------------------- | ----------------------------------------- | ----------------------------------------- |
| 1                                         | Erich Vagts                               | 1896–1980                                 | Cap                                       | 4 de maig del 1945                        | 1 d'agost del 1945                        |
| 2                                         | Wilhelm Kaisen                            | 1887–1979                                 | SPD                                       | 1 d'agost del 1945                        | 20 de juliol del 1965                     |
| 3                                         | Willy Dehnkamp                            | 1903-1985                                 | SPD                                       | 20 de juliol del 1965                     | 28 de novembre del 1967                   |
| 4                                         | Hans Koschnick                            | *1929                                     | SPD                                       | 28 de novembre del 1967                   | 18 de setembre del 1985                   |
| 5                                         | Klaus Wedemeier                           | *1944                                     | SPD                                       | 18 de setembre del 1985                   | 4 de juliol del 1995                      |
| 6                                         | Henning Scherf                            | *1938                                     | SPD                                       | 4 de juliol del 1995                      | 8 de novembre del 2005                    |
| 7                                         | Jens Böhrnsen                             | *1949                                     | SPD                                       | 8 de novembre del 2005                    | 15 de juliol del 2015                     |
| 8                                         | Carsten Sieling                           | *1959                                     | SPD                                       | 15 de juliol del 2015                     | actualitat                                |